# HMS Hesperus (H57)
HMS Hesperus (H57) là một tàu khu trục lớp H, nguyên được Hải quân Brazil đặt hàng cho hãng John I. Thornycroft and Company dưới tên Juruena vào cuối thập niên 1930, nhưng được Hải quân Hoàng gia Anh Quốc mua lại khi Chiến tranh Thế giới thứ hai nổ ra vào tháng 9 năm 1939. Nó bị hư hại bởi máy bay Đức trong Chiến dịch Na Uy vào tháng 5 năm 1940, rồi được phân nhiệm vụ hộ tống vận tải và tuần tra chống tàu ngầm sau khi hoàn tất việc sửa chữa. Nó được điều về Bộ chỉ huy Tiếp cận phía Tây để hộ tống vận tải vào cuối năm 1940, được điều về Lực lượng H một thời gian ngắn vào năm 1941, nhưng dàn hỏa lực phòng không của nó được cho là quá yếu nên nó lại được chuyển sang Lực lượng Hộ tống Newfoundland. Hesperus được điều sang Lực lượng Hộ tống giữa đại dương vào cuối năm 1941, tiếp tục hộ tống các đoàn tàu vận tải tại Bắc Đại Tây Dương trong ba năm tiếp theo. Nó được cải biến thành một tàu khu trục hộ tống vào đầu năm 1943 sau khi bị hư hại bởi một trong hai lần húc tấn công đánh chìm tàu ngầm Đức; nó cũng đánh chìm hai tàu ngầm khác trong chiến tranh theo cách thông thường. Khi xung đột kết thúc, nó hộ tống các tàu đưa chính phủ Na Uy lưu vong trở về nước rồi phục vụ như một tàu mục tiêu cho đến giữa năm 1946. Hesperus bị tháo dỡ vào giữa năm 1947.

## Thiết kế và chế tạo
Hesperus có trọng lượng choán nước tiêu chuẩn 1.340 tấn Anh (1.360 t), và lên đến 1.859 tấn Anh (1.889 t) khi đầy tải. Nó có chiều dài chung 323 foot (98,5 m), mạn thuyền rộng 33 foot (10,1 m) và độ sâu của mớn nước là 12 foot 5 inch (3,8 m). Nó được dẫn động bởi hai turbine hơi nước Parsons truyền động ra hai trục chân vịt, sản sinh tổng công suất 34.000 mã lực càng (25.000 kW), cho phép nó đạt tốc độ tối đa 36 hải lý trên giờ (67 km/h; 41 mph). Hơi nước được cung cấp bởi ba nồi hơi ống nước Admiralty. Hesperus có thể mang theo tối đa 470 tấn Anh (480 t) dầu đốt, cho phép một tầm hoạt động tối đa 5.530 hải lý (10.240 km; 6.360 mi) ở tốc độ 15 hải lý trên giờ (28 km/h; 17 mph). Thành phần thủy thủ đoàn của nó bao gồm 152 sĩ quan và thủy thủ.
Con tàu được thiết kế để trang bị bốn khẩu pháo QF 4,7 inch (120 mm) Mk. XII L/45 trên các tháp pháo nòng đơn, đặt tên theo thứ tự ‘A’, ‘B’, ‘X’ và ‘Y’ từ trước ra sau; nhưng khẩu ‘Y’ bị tháo dỡ để lấy chỗ mang thêm mìn sâu. Cho mục đích phòng không, Hesperus có hai khẩu đội súng máy 0,5 in (13 mm) Mk.III bốn nòng. Nó còn có hai bệ ống phóng ngư lôi bốn nòng trên mặt nước dành cho ngư lôi 21 in (530 mm). Một đường ray thả mìn sâu và hai máy phóng thoạt tiên được trang bị, nhưng tăng lên ba đường ray và tám máy phóng trong khi hoàn thiện. Lượng mìn sâu mang theo cũng tăng lên tương ứng từ 20 lên 110 quả. Hesperus được hoàn tất mà không có tháp điều khiển hỏa lực, nên ba khẩu pháo 4,7 inch QF góc thấp của nó được vận hành tại chỗ sử dụng dữ liệu cung cấp bởi một máy đo tầm xa. Nó cũng được trang bị sonar ASDIC để phát hiện tàu ngầm dựa trên sự phản hồi sóng âm dưới nước khi hoàn tất.
Juruena được Brasil đặt hàng cho hãng John I. Thornycroft and Company ở Woolston, Hampshire vào ngày 16 tháng 12 năm 1937. Con tàu được đặt lườn vào ngày 6 tháng 7 năm 1938 và được hạ thủy vào ngày 1 tháng 8 năm 1939, được đỡ đầu bởi bà Heitora Gallienz. Nó bị Anh Quốc mua lại vào ngày 5 tháng 9 năm 1939 sau khi Chiến tranh Thế giới thứ hai nổ ra và đổi tên thành HMS Hearty. Con tàu được cho nhập biên chế cùng Hải quân Hoàng gia Anh vào ngày 22 tháng 1 năm 1940 dưới quyền chỉ huy của cựu phi công Không lực Hải quân, Trung tá Hải quân Donald Macintyre. Nó lại được đổi tên thành Hesperus vào ngày 27 tháng 2 năm 1940 do cái tên ban đầu được cho là dễ nhầm lẫn với chiếc tàu chị em Hardy.

### Các cải biến trong chiến tranh
Bệ ống phóng ngư lôi phía sau của Hesperus được thay bằng một khẩu QF 12 pounder 3 inch (76,2 mm) phòng không trong một đợt sửa chữa vào tháng 5-tháng 6 năm 1940. Nó được bổ sung máy định vị vô tuyến HF/DF đặt trên cột ăn-ten trước, cùng một dàn radar Kiểu 286 dò tìm mặt đất tầm ngắn trong đợt tái trang bị vào giữa năm 1941. Tháp điều khiển hỏa lực được trang bị vào lúc nó được sửa chữa tại Immingham. Trong đợt tái trang bị vào đầu năm 1942 tại Falmouth, Cornwall, dàn vũ khi phòng không tầm ngắn được tăng cường với hai khẩu pháo tự động Oerlikon 20 mm được trang bị hai bên cánh của cầu tàu; ngoài ra tháp điều khiển hỏa lực và máy đo tầm xa gắn trước đó bên trên cầu tàu được thay bằng radar Kiểu 271 định vị mục tiêu. Đang khi được sửa chữa vào đầu năm 1943, nó được cải biến thành một tàu khu trục hộ tống. Tháp pháo ‘A’ được thay thế bằng dàn súng cối Hedgehog chống tàu ngầm, và các khẩu súng máy Vickers bốn nòng cũng được thay bằng một cặp Oerlikon 20 mm. Trong đợt tái trang bị này, pháo QF 12 pounder góc cao được tháo dỡ lấy chỗ mang thêm mìn sâu, và Hesperus được bổ sung một máy phóng mìn sâu Mk X nặng 1 tấn và bốn máy phóng Mk IV. Nó cũng được trang bị máy nhiễu âm Foxer để bảo vệ chống lại ngư lôi dẫn hướng bằng âm thanh của Đức.

## Lịch sử hoạt động
Cả sáu chiếc tàu khu trục lớp H cải biến nguyên của Brazil thoạt tiên hình thành nên Chi hạm đội Khu trục 9 trực thuộc Hạm đội Nhà và được giao nhiệm vụ bảo vệ chống tàu ngầm cho căn cứ tại Scapa Flow. Sau khi Đức chiếm đóng Đan Mạch, Hesperus cùng tàu chị em Havant được giao nhiệm vụ hỗ trợ cho việc chiếm đóng quần đảo Faroe vào giữa tháng 4. Trong Chiến dịch Na Uy, nó vận chuyển các đơn vị Scotland đến Mo i Rana vào ngày 15 tháng 5, và bị hư hại do các quả bom ném suýt trúng từ các máy bay ném bom bổ nhào Junkers Ju-87 "Stuka" cùng ngày hôm đó. Con tàu được gửi đến Dundee để sửa chữa, vốn kéo dài một tháng. Sau khi hoàn tất, nó được giao nhiệm vụ hộ tống vận tải và tuần tra chống tàu ngầm.
Vào tháng 11 năm 1940, Chi hạm đội Khu trục 9 được điều về Bộ chỉ huy Tiếp cận phía Tây và đổi tên thành Đội hộ tống 9. Trong một cơn bão vào tháng 1 năm 1941, bệ tháp pháo ‘B’ bị hư hại. Sau khi được sửa chữa, nó tiếp nối nhiệm vụ hộ tống vận tải cho đến tháng 4, khi nó được phân về Lực lượng H tại Gibraltar. Bảo vệ cho các đoàn tàu vận tải Malta, Hesperus đã hộ tống tàu bè trong các chiến dịch Tiger và Tracer vào tháng 5 và tháng 6; rồi được điều khỏi Lực lượng H do Đô đốc James Somerville tin rằng dàn vũ khí phòng không của nó quá yếu kém để có thể hoạt động tại Địa Trung Hải. Nó trải qua một đợt tái trang bị ngắn tại Lverpool rồi được chuyển đến Lực lượng Hộ tống Newfoundland vào ngày 7 tháng 7.
Đến tháng 8 năm 1941, Hesperus là một trong số tàu khu trục đã hộ tống thiết giáp hạm đưa Thủ tướng Anh Prince of Wales đi gặp gỡ Tổng thống Franklin D. Roosevelt trong cuộc hội đàm về Hiến chương Đại Tây Dương tại vịnh Placentia. Cấu trúc con tàu bị hư hại do thời tiết khắc nghiệt, và nó được sửa chữa tạm thời bởi một tàu sửa chữa tại Iceland trước khi được sửa chữa triệt để tại Immingham. Sau khi hoàn tất, nó gia nhập trở lại Đội hộ tống 9 trước khi được phối thuộc cùng Lực lượng H vào tháng 12 cho nhiệm vụ hộ tống vận tải tại Gibraltar.
Cùng với tàu chị em Harvester, Hesperus đã đánh chìm tàu ngầm U-boat Đức U-208 vào ngày 7 tháng 12 năm 1941 tại Đại Tây Dương về phía Tây Gibraltar. Đến ngày 15 tháng 1 năm 1942, đang khi hộ tống Đoàn tàu HG 78, radar của con tàu đã phát hiện tàu ngầm U-93 trên mặt nước; chỉ huy con tàu, Thiếu tá Hải quân A. A. Tait, ra lệnh cho Hesperus húc vào đối phương. Cho dù chỉ trúng sượt qua, vụ va chạm mạnh đến mức Hạm trưởng và Hạm phó chiếc tàu ngầm bị rơi từ tháp chỉ huy vào một chiếc xuồng máy trên sàn tàu khu trục. Bằng cách thả mìn sâu ở độ nông nhất và bắn trúng nhiều phát đạn pháo 4,7 inch, nó đã buộc thủy thủ đoàn chiếc tàu ngầm phải bỏ tàu. Hesperus đã cứu vớt được 40 người sống sót, nhưng không thể đổ bộ sang chiếc tàu ngầm trước khi nó chìm. Tuy nhiên do chấn động của cú húc, phần mũi tàu bị ngập nước, lườn tàu bên mạn phải bị bung ra và uống cong mép chân vịt bên mạn phải. Con tàu được sửa chữa tạm thời tại Gibraltar, rồi được sửa chữa triệt để tại Falmouth từ ngày 9 tháng 2 đến tháng 4.
Đến tháng 3 năm 1942, năm chiếc còn lại trong lớp phụ Havant trở thành những soái hạm cho các đội hộ tống từ B-1 đến B-5, và do đó Hesperus dẫn đầu Đội hộ tống B-2 khi nó hoàn tất việc sửa chữa vào tháng 4. Đang khi hộ tống cho Đoàn tàu HX 219 gần Rockall vào ngày 26 tháng 12, nó đã cùng tàu khu trục Vanessa đánh chìm tàu ngầm U-357 bằng cách húc. Lần này đáy lườn tàu bị hở một đoạn kéo dài khoảng một phần tư chiều dài con tàu, nên nó lại trải qua thêm ba tháng sửa chữa khác tại Liverpool.
Con tàu gia nhập trở lại đội của nó vào ngày 17 tháng 3 năm 1943, và đã đánh chìm tàu ngầm U-191 bằng dàn súng cối chống tàu ngầm Hedgehog vào ngày 23 tháng 4, đang khi hộ tống Đoàn tàu ONS 4. Khoảng ba tuần sau, nó tiếp tục đánh chìm tàu ngầm U-186 vào ngày 12 tháng 5 đang khi bảo vệ cho Đoàn tàu SC 129. Nó tiếp tục làm nhiệm vụ hộ tống vận tải cho đến khi được cho tái trang bị từ tháng 1 đến ngày 29 tháng 3 năm 1944, rồi nó làm nhiệm vụ hộ tống các đoàn tàu đi lại giữa Gibraltar và Anh. Vào tháng 7 năm 1944, con tàu chuyển di hài của Đại tá Hải quân để an táng giữa biển. Sau đó nó được chuyển sang Đội hộ tống 19, và đến tháng 1 năm 1945 được cho đặt căn cứ tại Plymouth. Vào ngày 30 tháng 4 năm 1945, nó cùng tàu chị em Havelock tấn công xác tàu của chiếc tàu ngầm U-246 về phía Tây Bắc đảo Anglesey vào ngày hôm đó, nhầm lẫn rằng đó là chiếc tàu ngầm U-242 vốn bị một thủy phi cơ Short Sunderland phát hiện trước đó.
Hai tuần sau, Hesperus cùng Đội hộ tống 14 hộ tống một nhóm tàu U-boat đầu hàng đi từ Loch Alsh đến Lough Foyle. Đến ngày 27 tháng 5, nó cùng với Havelock hộ tống chính phủ Na Uy lưu vong quay trở về Oslo, và ở lại đây cho đến ngày 1 tháng 6. Mười ngày sau, nó bắt đầu phục vụ như một tàu mục tiêu để huấn luyện máy bay, một vai trò kéo dài cho tận năm sau. Hesperus được chấp thuận để tháo dỡ vào ngày 18 tháng 2 năm 1946 và được đưa về lực lượng dự bị vào tháng 5. Con tàu được kéo đến Grangemouth để tháo dỡ, nhưng công việc chỉ bắt đầu từ ngày 17 tháng 5 năm 1947. Biểu trưng của Hesperus được lưu giữ tại nhà thờ Yeovil Parish.